# 5. Artillerie-Regiment (Reichswehr)
Das 5. Artillerie-Regiment war ein süddeutsches Regiment der Reichswehr.

## Geschichte

### Aufstellung
Das Regiment wurde am 1. Januar 1921 in Ulm aus den Reichswehr-Artillerie-Regimentern 11, 13 und 14 des Übergangsheeres aufgestellt. Noch Anfang der 1920er Jahre tauschten die Abteilungen in Ulm und Fulda ihre Nummerierung.
Im Zuge der Vergrößerung der Reichswehr 1934 wurden aus den drei Abteilungen des Regiments die neuen Regimenter Artillerie-Regiment Ulm, Artillerie-Regiment Fulda und Artillerie-Regiment Ludwigsburg mit jeweils fünf Abteilungen aufgestellt. Am 15. Oktober wurde das Artillerie-Regiment Ulm in Artillerie-Regiment 5 umbenannt und der 5. Infanterie-Division unterstellt.

### Garnisonen
- Ulm: Stab, II. (Badische) Abteilung, 10. (Ergänzungs-) Ausbildungs-Batterie
- Fulda: I. Abteilung
- Ludwigsburg: III. (Württembergische) Abteilung
- Fritzlar:  11. reitende (Preußische) Batterie

### Kommandeure
| Nr. | Name                                               | Beginn der Berufung | Ende der Berufung  |
| --- | -------------------------------------------------- | ------------------- | ------------------ |
| 1.  | Oberst Constantin Rembe                            | 1. Oktober 1920     | 31. März 1923      |
| 2.  | Oberst Albrecht Reinecke                           | 1. April 1923       | 31. Dezember 1925  |
| 3.  | Oberst Hugo Grimme                                 | 1. Januar 1926      | 31. Januar 1927    |
| 4.  | Oberst Hans Knuth                                  | 1. Februar 1927     | 31. Januar 1929    |
| 5.  | Oberst Ludwig Beck ab 1. Februar 1931 Generalmajor | 1. Februar 1929     | 31. August 1931    |
| 6.  | Oberst Otto Tscherning                             | 1. September 1931   | 31. März 1933      |
| 7.  | Oberst Paul Bader                                  | 1. April 1933       | 30. September 1934 |

## Organisation

### Verbandszugehörigkeit
Das Regiment unterstand dem Artillerieführer V der 5. Division in Stuttgart.

### Gliederung
- I. Abteilung  mit 1. bis 3. Batterie
- II. (Badische) Abteilung mit 4. bis 6. Batterie
- III. (Württembergische) Abteilung mit 7. bis 9. Batterie
- 10. (Württembergische) (Ergänzungs-) ab 1921  Ausbildungs-Batterie
- 11. reitende (Preußische) Batterie

### Hauptbewaffnung
Der Friedensvertrag von Versailles erlaubte der Reichswehr nur insgesamt 204 Kanonen 7,7 cm und 84 Haubitzen 10,5 cm. Da aus dem Ersten Weltkrieg unterschiedliche Geschützmodelle vorhanden waren, wurden die Batterien der Artillerie unterschiedlich ausgerüstet.
Das Regiment verfügte über
- 20 7,5-cm-Feldkanonen (F.K. 16), je 4 in der 1., 4. und 7. Batterie sowie 12 in der 11. Batterie,
- 12 7,7-cm-Feldkanonen (F.K. 96/1), je 4 in der 3. und 6. Batterie sowie 4 in der 10. Ergänzungs- (ab 1921 Ausbildungs-)Batterie,
- 4 7,7-cm-Feldkanonen (KW-Geschütze 14[A 2]) in der 9. Batterie
- 12 10,5-cm leichte Feldhaubitzen 16, je 4 in der 2., 5. und 8. Batterie.

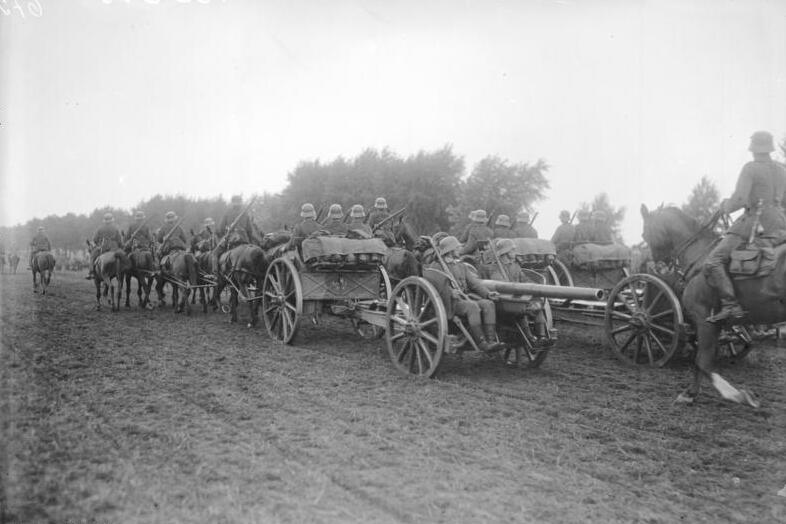
7,5-cm-Kanone
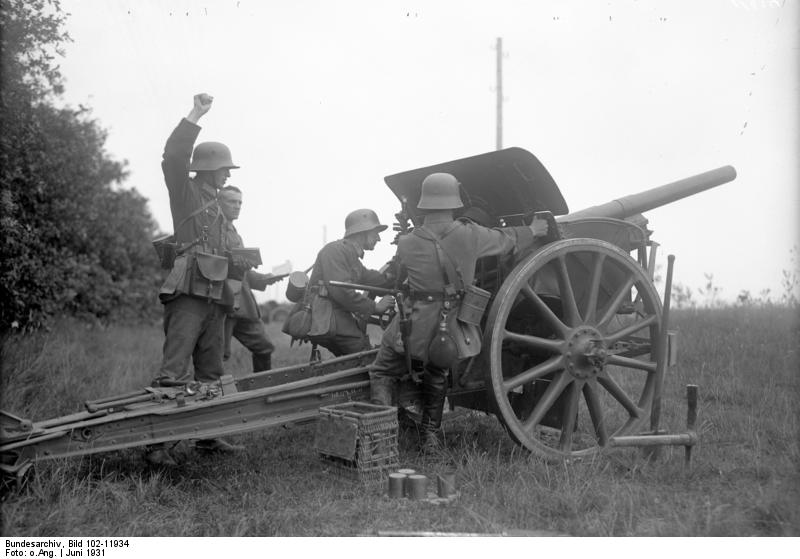
7,5-cm-Kanone
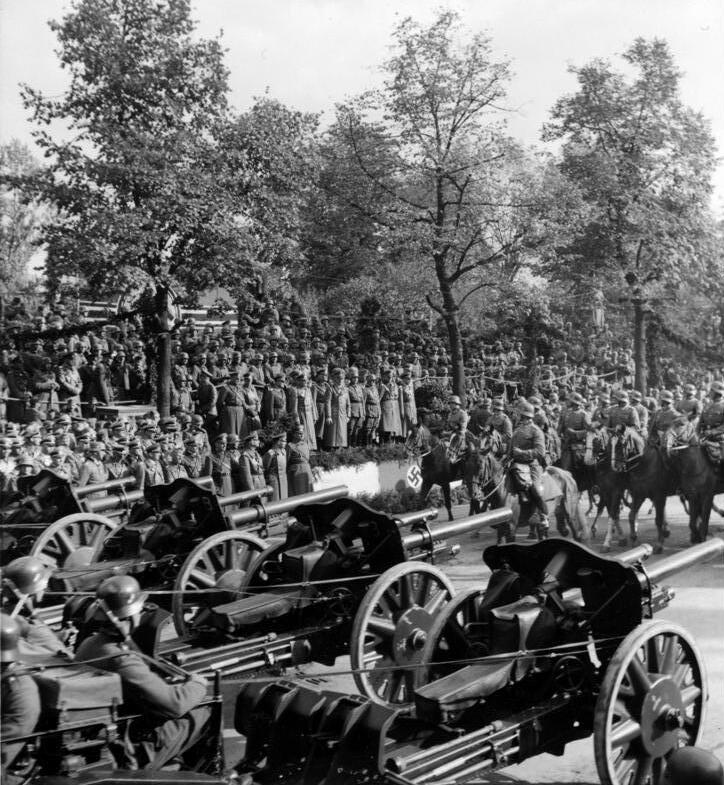
10,5-cm-Haubitze

## Sonstiges

### Traditionsübernahme
Das Regiment übernahm 1921 die Tradition der alten Regimenter:
- 1. Batterie: Feldartillerie-Regiment Nr. 25, 2. Großherzoglich Hessisches Feldartillerie-Regiment Nr. 61
- 2. Batterie: Feldartillerie-Regiment „von Holtzendorff“ (1. Rheinisches) Nr. 8, Fußartillerie-Regiment „General-Feldzeugmeister“ (Brandenburgisches) Nr. 3, Rheinisches Fußartillerie-Regiment Nr. 8
- 3. Batterie: 1. Thüringisches Feldartillerie-Regiment Nr. 19, 2. Kurhessisches Feldartillerie-Regiment Nr. 47, 2. Thüringisches Feldartillerie-Regiment Nr. 55, Thüringisches Fußartillerie-Regiment Nr. 18
- 4. Batterie: Feldartillerie-Regiment „Großherzog“ (1. Badisches) Nr. 14 und 3. Badisches Feldartillerie-Regiment Nr. 50
- 5. Batterie: Hohenzollernsches Fußartillerie-Regiment Nr. 13 und Badisches Fußartillerie-Regiment Nr. 14
- 6. Batterie: 2. Badisches Feldartillerie-Regiment Nr. 30, Feldartillerie-Regiment 66 und  5. Badisches Feldartillerie-Regiment Nr. 76
- 7. Batterie: Feldartillerie-Regiment „Prinzregent Luitpold von Bayern“ (2. Württembergisches) Nr. 29
- 8. Batterie: Feldartillerie-Regiment „König Karl“ (1. Württembergisches) Nr. 13
- 9. Batterie: 3. Württembergisches Feldartillerie-Regiment Nr. 49, 4. Württembergisches Feldartillerie-Regiment Nr. 65 und Württembergische Flak-Truppen
- 11. Batterie: Feldartillerie-Regiment Nr. 11, Feldartillerie-Regiment Nr. 27 und Feldartillerie-Regiment Nr. 63

## Verweise